# Дьячко, Анатолий Григорьевич
Анатолий Григорьевич Дьячко (1937—2008) — советский и российский учёный, доктор технических наук (1987), профессор (1987), заведующий кафедрой автоматизированных систем управления (АСУ) НИТУ МИСиС, заслуженный деятель науки Российской Федерации (1998), председатель диссертационного совета МИСиС, участник 2-х диссертационных советов, автор более 15 книг и 100 научно-методических работ.

## Биография
Родился 26 февраля 1937 года.
После окончания школы он поступает в Московский институт цветных металлов и золота, вошедший позднее в Московский институт стали и сплавов, который он окончил в 1959 году по специальности «Автоматизация металлургических процессов». Дальнейшая судьба привела А. Г. Дьячко в Государственного НИИ цветных металлов «Гинцветмет», где он прошел путь от младшего научного сотрудника до заведующего отделом автоматизации.
В 1970 году Дьячко был принят на работу в МИСиС, где работает сначала доцентом, в после защиты в 1975 году докторской диссертации профессором и долгое время заместителем заведующего кафедрой инженерной кибернетики. С 1983 по 1987 год он работал в должности заместителя директора по методике преподавания технических и естественных наук Научно-исследовательского института высшего образования (НИИВО), продолжая работу в МИСиС по совместительству в должности профессора, научного руководителя лаборатории оперативного управления металлургическим производством.
В 1987 году А.Г. Дьячко избирается на должность заведующего вновь образованной кафедры автоматизированных систем управления МИСиС, а годом позже он возглавил так же вновь образованный факультета информатики и экономики, где работал деканом до 2005 года.
Как научный руководитель и консультант Анатолий Григорьевич Дьячко подготовил 6 докторов и 47 кандидатов технических и экономических наук. Долгие годы Анатолий Григорьевич был председателем докторского Ученого совета по присуждению ученых степеней в области системного анализа, обработки информации и автоматизации, а до этого работал в экспертном совете Высшей аттестационной комиссии при Совете Министров СССР по присуждению ученых степеней по автоматизации и применению вычислительной техники.
Основные научные интересы А.Г. Дьячко находились в области методов математического моделирования и управления сложными технологическими объектами. Наиболее ценные результаты были получены при построении и реализации моделей сложных технологических процессов в условиях прохождения гетерогенных химических реакций, разнообразных фазовых превращений веществ, образования новых агрегатных состояний.
Разработанные под его руководством автоматизированные и автоматические системы внедрены на многих металлургических предприятиях: Западно-Сибирском металлургическом комбинате; Новолипецком металлургическом комбинате; Карагандинском металлургическом комбинате; заводе «Днепроспецсталь»; Среднеуральском медеплавильном заводе; Алмалыкском горно-металлургическом комбинате.
Список трудов Анатолия Григорьевича насчитывает 307 научных работ, в числе которых свыше 20 монографий и учебных пособий, 10 изобретений, 7 зарегистрированных пакетов прикладных программ.
За свою научную, педагогическую и практическую деятельность А.Г. Дьячко был удостоен премии Совета Министров СССР (1984 год) и Государственной премии СССР (1989 год). В 1998 г. он был удостоен звания Заслуженный деятель науки Российской Федерации, и в этом же году избран академиком Международной академии информатизации.
Скончался 1 октября 2008 года. Похоронен в Москве, на Ваганьковском кладбище, участок № 13.